# Mamadou Traoré
Pour les articles homonymes, voir Mamadou Traoré (homonymie) et Traoré.
Mamadou Traoré, dit Prof, est un diplomate malien né le 20 décembre 1933 à Ségou et mort le 27 mai 2009.

## Biographie
Après des études au lycée Terrasson de Fougères de Bamako de 1946 à 1954 puis des études supérieures à Montpellier et Paris (France) entre 1954 et 1960, Mamadou Traoré devient fonctionnaire comme conseiller des affaires étrangères de la jeune république du Mali en septembre 1960.
À partir de 1963, il devient ambassadeur du Mali dans plusieurs pays : Belgique, République fédérale d'Allemagne, Yougoslavie et de nouveau Belgique. Il a participé à la délégation malienne lors des sessions de l'Organisation des Nations unies, les assemblées générales de l'Organisation de l'unité africaine, aux assemblées constitutives de la Communauté économique des États de l'Afrique de l'Ouest (Cédéao), du Comité inter-État de lutte contre la sécheresse au Sahel (Cilss) et de l'Autorité de Liptako-Gourma.
Grand chancelier des Ordres nationaux du Mali, Mamadou Traoré était secrétaire aux relations extérieures de l'Amicale des anciens ambassadeurs et consuls généraux du Mali.